# Чемпионат Вооружённых Сил СССР
Чемпионат Вооружённых Сил СССР — ежегодные соревнования среди спортсменов-военнослужащих по всем видам спорта (летним и зимним), разрешённым Спорткомитетом СССР. Спортивные команды и сборные направлялись от военных округов и групп советских войск за рубежом, военных учебных заведений, а также от спортивных клубов и обществ в структуре Вооружённых Сил СССР (СКА и СКФ). Помимо чемпионатов Вооружённых Сил СССР проводились аналогичные мероприятия — Чемпионаты дружественных армий среди стран-участниц Организации Варшавского договора, где так же выступали советские спортсмены-военнослужащие, и матчевые встречи советских сборных команд и команд вооружённых сил капстран. Результаты соревнований публиковались в официальном печатном органе ВС СССР — газете «Красная Звезда» и других печатных изданиях. С распадом СССР, стали проводиться чемпионаты вооружённых сил Российской Федерации и других стран СНГ.